# Earnest Goodsir-Cullen
Earnest John Goodsir-Cullen (15. srpnja 1912. - ?) je bivši indijski hokejaš na travi. 
Osvojio je zlatno odličje na hokejaškom turniru na Olimpijskim igrama 1936. u Berlinu igrajući za Britansku Indiju. Odigrao je pet susreta na mjestu veznog igrača.
Njegov stariji brat William je bio dijelom indijskog predstavništva koje je na OI 1928. osvojilo zlato.

## Vanjske poveznice
- Profil na Database Olympics